# Rally de San Froilán de 1986
El Rally San Froilán de 1986, oficialmente 8.º Rallye de San Froilán, fue la octava edición y la novena ronda de la temporada 1986 del Campeonato de España de Rally. Se celebró del 11 al 12 de octubre y contó con un itinerario de dieciocho tramos que sumaban un total de 215 km cronometrados.
Tres pilotos llegaron a esta prueba en la lucha por el título. Beny Fernández (Opel Manta) líder del campeonato, Salvador Servià (Lancia 037) que encontró nuevo patrocinador (Seven-Up) para esta prueba y Carlos Sainz (Renault 5 Maxi Turbo). El resto de pilotos destacados eran Antonio Zanini, Carlos Alonso-Lamberti, Josep Arqué y Carlos Piñeiro. En la categoría de grupo A destacaban Borja Moratal, Guillermo Barreras, Loza, Pep Bassas y «Peitos» mientras en grupo N estaban José Mora, Pavón y Pío Alonso. Sainz empezó liderando la prueba y después del tercer tramo marchaba primero con una ventaja de dieciocho segundo sobre Servià y casi un minuto sobre Fernández. En la segunda pasada del tramo Ribeira de Piquín el rally dio un vuelco. Sainz tomó la salida con problemas en el turbo y se vío obligado a abandonar luego de ceder más de nueve minutos mientras que Beny Fernández sufrió un pinchazo y perdió casi dos. De esta manera Servià se hizo con el liderato hasta el final e incluso permitió que Zanini segundo clasificado le recortara en los tramos con niebla. Esta victoria le permitía a Servià mantener vivas sus opciones de cara al título.

## Itinerario
| Día     | Tramo | Nombre            | Distancia |
| ------- | ----- | ----------------- | --------- |
| Etapa 1 | TC1   | Gallegos          | 9,8 km    |
| Etapa 1 | TC2   | Liudin            | 7 km      |
| Etapa 1 | TC3   | Ribeira de Piquín | 24,5 km   |
| Etapa 1 | TC4   | La Mota           | 13,4 km   |
| Etapa 1 | TC5   | Paradela          | 6,4 km    |
| Etapa 1 | TC6   | Goián             | 10,5 km   |
| Etapa 2 | TC7   | Gallegos          | 9,8 km    |
| Etapa 2 | TC8   | Liudin            | 7 km      |
| Etapa 2 | TC9   | Ribeira de Piquín | 24,5 km   |
| Etapa 2 | TC10  | La Mota           | 13,4 km   |
| Etapa 2 | TC11  | Paradela          | 6,4 km    |
| Etapa 2 | TC12  | Goián             | 10,5 km   |
| Etapa 3 | TC13  | Gallegos          | 9,8 km    |
| Etapa 3 | TC14  | Liudin            | 7 km      |
| Etapa 3 | TC15  | Ribeira de Piquín | 24,5 km   |
| Etapa 3 | TC16  | La Mota           | 13,4 km   |
| Etapa 3 | TC17  | Paradela          | 6,4 km    |
| Etapa 3 | TC18  | Goián             | 10,5 km   |

## Clasificación final
| Pos. | Piloto                 | Copiloto          | Automóvil          | Tiempo  | Diferencia |
| ---- | ---------------------- | ----------------- | ------------------ | ------- | ---------- |
| 1.   | Salvador Servià        | Jordi Sabater     | Lancia 037 Rally   | 2:20:59 | 0.0        |
| 2.   | Antonio Zanini         | Josep Autet       | Ford RS200         | 2:21:08 | +0:9       |
| 3.   | Beny Fernández         | José López Orozco | Opel Manta 400     | 2:26:43 | +5:44      |
| 4.   | Josep Arqué            | Xavier Muntañola  | Opel Manta 400     | 2:26:56 | +5:57      |
| 5.   | Carlos Alonso-Lamberti | Manuel Rodríguez  | Opel Manta 400     | 2:29:50 | +8:51      |
| 6.   | José Manuel Hernández  | Bandera de ?      | Renault 5 Turbo    |         |            |
| 7.   | José Luis Graña        | Tomás Morales     | SEAT Ibiza 1.5 GLX |         |            |
| 8.   | Evangelino Otero       | Eduardo Piñón     | Opel Corsa SR      |         |            |
| 9.   | Juan Collín            | Héctor Collín     | Opel Corsa SR      |         |            |
| 10.  | Francisco Cima         | Jacinto Martínez  | Ford Fiesta XR2    |         |            |